# Kanada na Letních olympijských hrách 1956
Kanada se účastnila Letní olympiády 1956 v australském Melbourne. Zastupovalo ji 92 sportovců (77 mužů a 15 žen) v 14 sportech.

## Medailisté
| Medaile | Jméno | Sport             | Soutěž                                         |
| ------- | --- | ----------------- | ---------------------------------------------- |
| Zlato   | Archibald McKinnon Kenneth Loomer Walter D'Hondt Donald Arnold                                                                           | Veslování         | Muži čtyřka bez kormidelníka                   |
| Zlato   | Raymond Ouellette | Sportovní střelba | Muži 50m Rifle Prone                           |
| Stříbro | Philip Kueber Richard McClure Robert Wilson David Helliwell Donald Pretty William McKerlich Douglas McDonald Lawrence West Carlton Ogawa | Veslování         | Muži osmiveslice                               |
| Bronz   | Irene MacDonald | Skoky do vody     | Ženy 3 m prkno                                 |
| Bronz   | Stuart Boa | Sportovní střelba | Muži 50 metrů libovolná malorážka 60 ran vleže |
| Bronz   | John Rumble James Elder Brian Herbinson                                                                                                  | Jezdectví         | Jezdecká všestrannost - družstva               |